# 光花梗虎耳草
光花梗虎耳草（学名：Saxifraga brachypodoidea）为虎耳草科虎耳草属下的一个种。

## 扩展阅读
- 維基物種上的相關：光花梗虎耳草